# Place du Maréchal-de-Lattre-de-Tassigny (Vanves)
La place du Maréchal-de-Lattre-de-Tassigny est une voie publique de la commune de Vanves, dans le département français des Hauts-de-Seine.

## Situation et accès

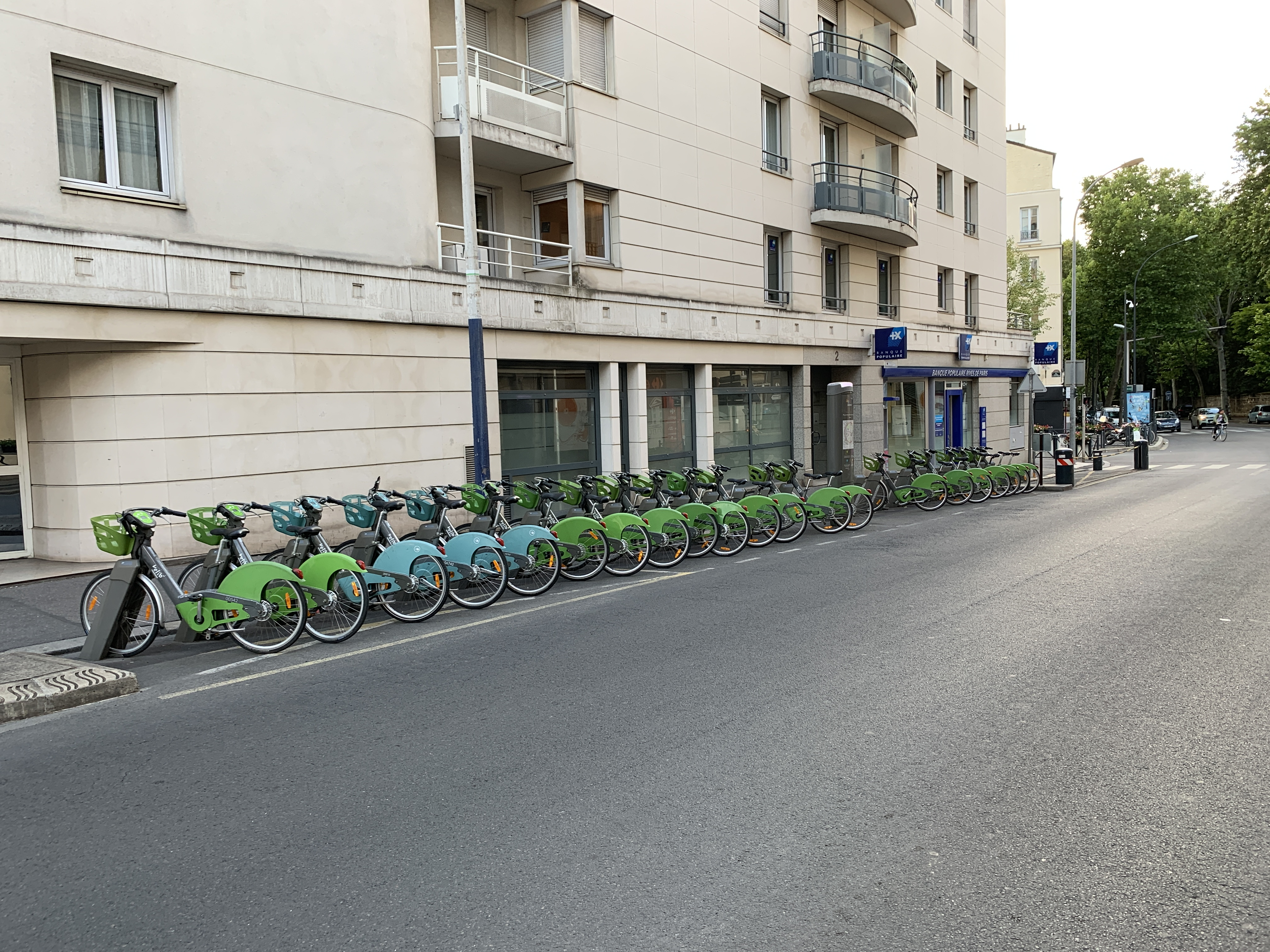
Station Vélib' du Maréchal-de-Lattre-de-Tassigny, en juin 2020.

Plusieurs axes importants de la commune de Vanves se rencontrent à cet endroit: la rue d'Issy, l'avenue Victor-Hugo, le boulevard du Lycée, la rue Antoine-Fratacci, la rue Gaudray, la rue de la République.
Elle est desservie par la gare de Vanves - Malakoff.

## Origine du nom

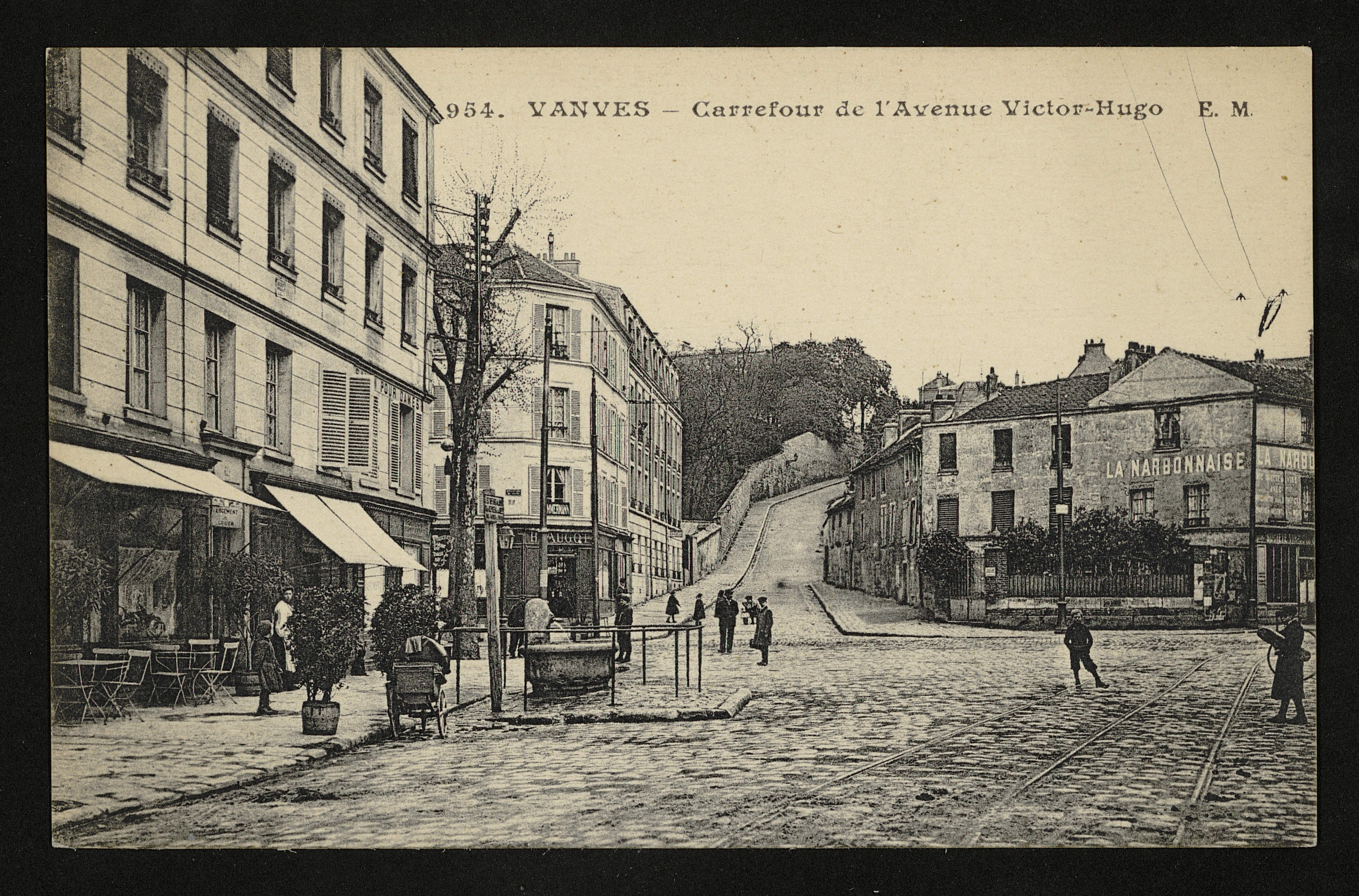
Carrefour de l'avenue Victor-Hugo.

Outre son ancien nom de place du Val, elle a été aussi coutumièrement appelée carrefour de l'avenue Victor-Hugo. Elle porte aujourd'hui le nom de Jean de Lattre de Tassigny (1889-1952), élevé à titre posthume le 15 janvier 1952 à la dignité de maréchal de France.

## Historique

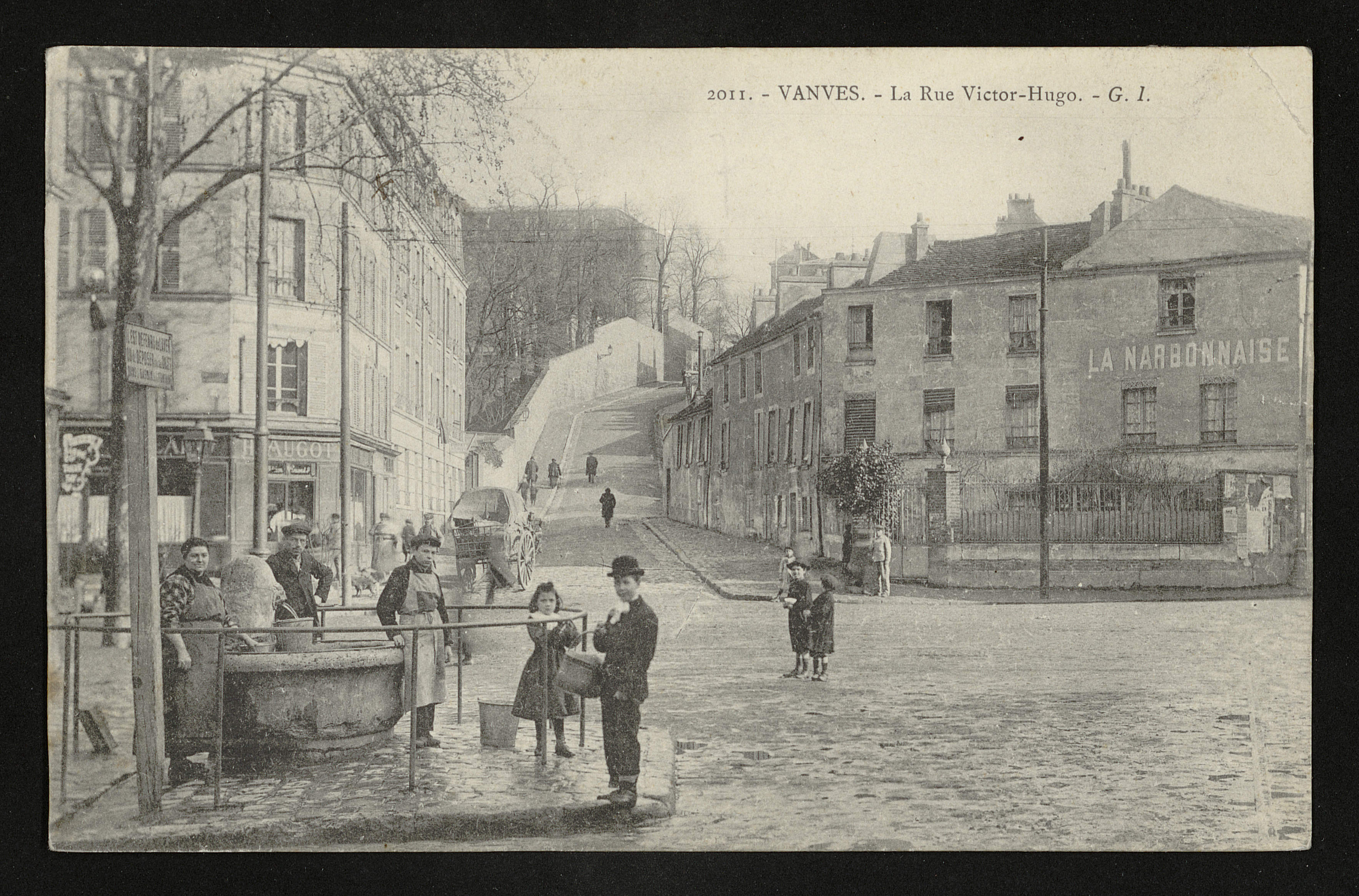
Sur la place, l'avenue Victor-Hugo et la fontaine.

C'était autrefois la place du Val, nom provenant probablement de la configuration du relief à cet endroit. Ainsi, en 1898, le conseil municipal fit auprès du Département la demande de la création d'un égout rue d'Issy afin de recueillir les eaux lors de précipitations abondantes, qui inondaient régulièrement les riverains de la place du Val.
C'est donc l'un des plus anciens espaces du bourg. Le percement de la rue Antoine-Fratacci en 1855 en fera aussi l'un des plus importants carrefours.
Elle était, jusque dans les années 1930, desservie par la ligne de tramway no 87.
Des fouilles menées en 1997 permirent d'y mettre au jour les vestiges d'un établissement thermal datant de la fin du Ier siècle,.

## Bâtiments remarquables et lieux de mémoire

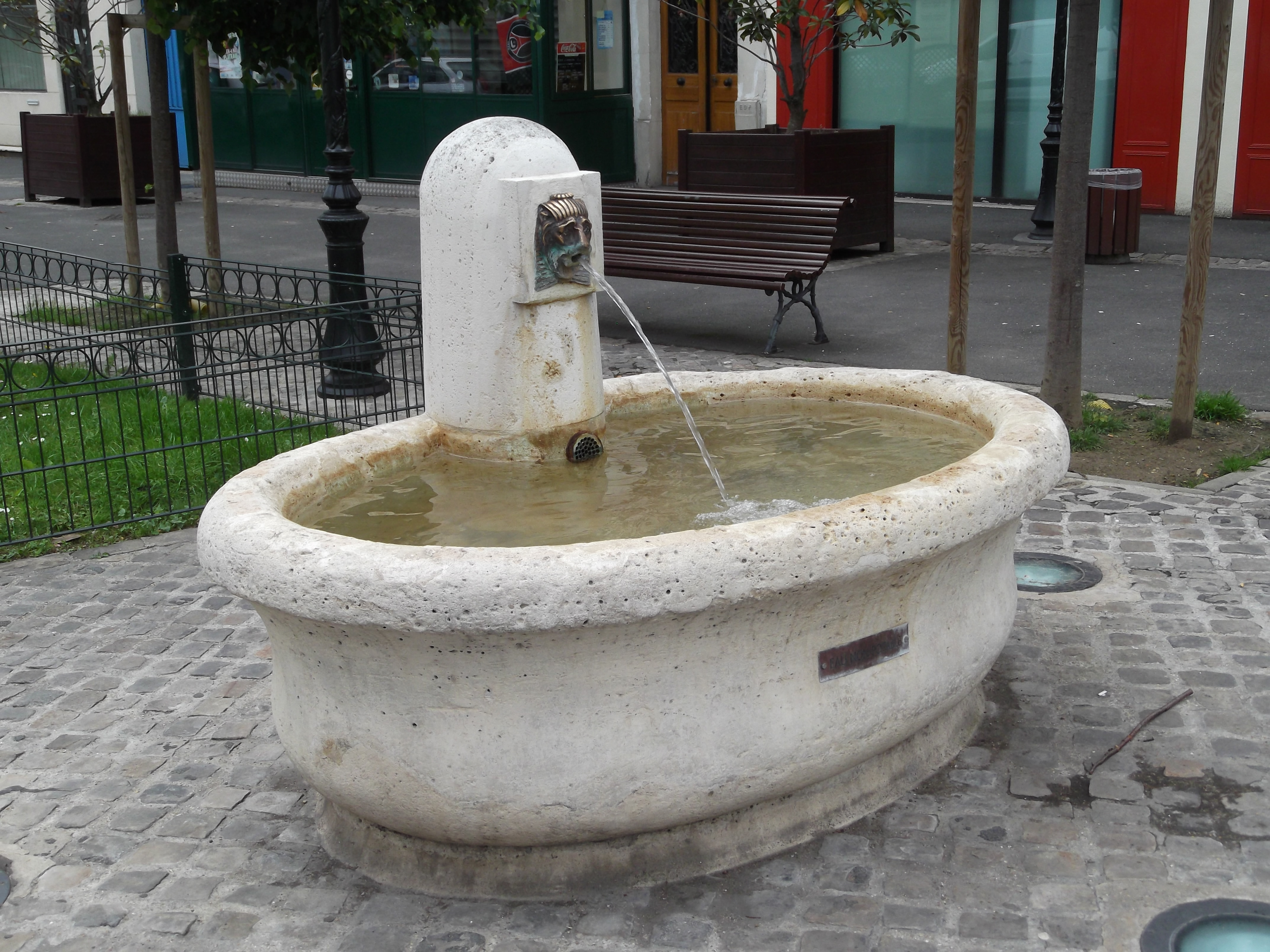
Fontaine de la place du Val.

- Une fontaine installée en 1811, et située à l'une des altitudes les plus basses de la commune. Elle était alimentée par une source captée sur la commune de Châtillon[6]. Elle fut déplacée à plusieurs reprises. Un abreuvoir qui lui était initialement adjoint, fut supprimé en 1857[7].